# 3613 Kunlun
A 3613 Kunlun (ideiglenes jelöléssel 1982 VJ11) a Naprendszer kisbolygóövében található aszteroida. A Bíbor-hegyi Obszervatórium fedezte fel 1982. november 10-én.